# هرم فونتانيسي
هرم فونتانيسي هو نوع من النباتات من عائلة قديسية، توجد في ماكارونيسيا وشمال غرب إفريقيا.

## الوصف
يمكن أن ينمو هذا النبات المحب للملوحة والجاف حتى 50 سم. لها أوراق شبه أسطوانية أو منحنية وأزهار تتراوح من الأبيض إلى الأصفر. ثمارها يقيس 5-7 مم.

## التوزيع
يوجد النبات في جزر الكناري، الرأس الأخضر وشمال غرب إفريقيا (المغرب والصحراء الغربية وموريتانيا والسنغال).